# Drumul european E07
Drumul european E7 face legătura între Franța și Spania, prin Munții Pirinei. Capetele sale sunt orașul francez Pau și orașul spaniol Zaragoza.

## Traseu și drumuri locale componente
- Franța
  -   N134  Pau–Orlon-Sainte-Marie–Urdos/Canfranc-Estacion
- Spania
  -   N-330  Canfranc-Estacion–Zaragoza